# Rhinyptia sebastiani
Rhinyptia sebastiani är en skalbaggsart som beskrevs av Machatschke 1974. Rhinyptia sebastiani ingår i släktet Rhinyptia och familjen Rutelidae. Inga underarter finns listade i Catalogue of Life.